# Kom, Helge Ande, till mig in
Kom, Helge Ande, till mig in är en böne- och pingstpsalm med nio verser, med tyskt ursprung, O Heiliger Geist kehr zu uns ein, av Michael Schirmer och med okänd svensk översättare från 1694. Texten bearbetades av Olov Hartman 1978.
Texten lyder 1695 i inledningen:
O Helge And kom til migh in
Uplys min siäl, uptänd mitt sinn
Melodin är en tysk folkvisa från cirka 1504, nedtecknad i Ain schöns newes Christlichs Lyed 1530 och i Nürnberg 1534 och samma melodi som användes till psalmerna Du folk av ädla fäders stam, Förfäras ej du lilla hop, O Gud, giv oss din Andes nåd och O Herre Gud barmhärtig var. Enligt 1697 års koralbok fanns ingen psalm som använde samma melodi.

## Publicerad som
- Nr 187 i 1695 års psalmbok under rubriken "Pingesdaga Högtijd - Om then Helga Anda".
- Nr 138 i 1819 års psalmbok under rubriken "Den Helige Andes nåd (pingstpsalmer)".
- Nr 95 i Stockholms söndagsskolförenings sångbok 1882 med verserna 1-2, under rubriken "Psalmer".
- Nr 61 i Svensk söndagsskolsångbok 1908  under rubriken "Pingst".
- Nr 232 i Sionstoner 1935 under rubriken "Pingst".
- Nr 138 i 1937 års psalmbok under rubriken "Pingst".
- Nr 364 i Svenska kyrkans del av Den svenska psalmboken 1986 under rubriken "Anden, vår Hjälpare och tröst".
- Nr 111 i Finlandssvenska psalmboken 1986 under rubriken "Pingst".
- Nr 398 i Psalmer och Sånger 1987 under rubriken "Fader, Son och Ande - Anden, vår hjälpare och tröst".[1]
- Nr 72 i Lova Herren 1987 under rubriken "Andens närvaro, upplysning och ledning".
- Nr 57 i Lova Herren 2020 under rubriken "Gud den heliga Ande och helgelsen".